# Claudette Colbert
Pour les articles homonymes, voir Colbert.
Claudette Colbert est une actrice américaine, née française le 13 septembre 1903 à Saint-Mandé (Val-de-Marne), et morte le 30 juillet 1996 à Speightstown à la Barbade.
Elle est la première actrice d'origine française à avoir reçu l'Oscar de la meilleure actrice en 1935 et la première actrice à avoir été nommée trois fois.
L’American Film Institute a classé Claudette Colbert douzième actrice de légende.

## Biographie

### Origines et jeunesse

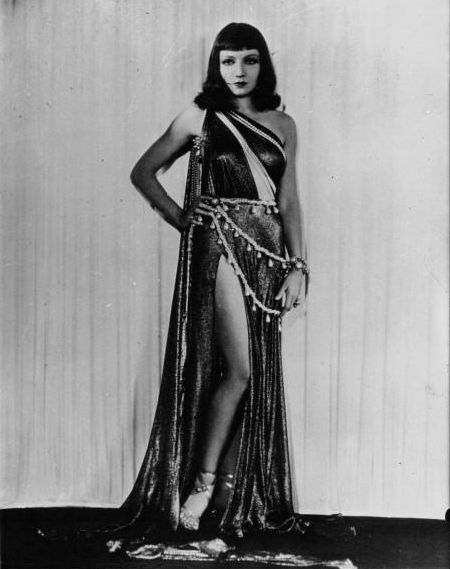
Claudette Colbert dans Le Signe de la croix (1932).

Claudette Colbert naît sous le nom d'état civil de « Émilie Chauchoin »,,  le 13 septembre 1903 au no 5 rue Armand-Carrel (aujourd'hui l'avenue du Général de Gaulle) à Saint-Mandé où ses parents, Georges Claude Chauchoin (1867-1925), pâtissier, et Jeanne Marie Loew (1876-1970), son épouse sans profession, tiennent une pâtisserie. Sa mère est née le 27 octobre 1876 dans le 14e arrondissement de Paris, ainsi que le frère aîné d'Émilie, : Charles Chauchoin (1898-1971). Son père est né à Wasselonne en Alsace.
Lorsqu'elle est âgée de 3 ans en 1906, Émilie Chauchoin suit ses parents qui émigrent à New York aux États-Unis, en compagnie de sa grand-mère maternelle, Marie Augustine Le Goupillot,, qui sera très proche de sa petite-fille jusqu'à ce que celle-ci quitte New York pour Hollywood,. La jeune fille poursuit ses études dans les écoles de New York, notamment à la Washington Irving School (en) où elle étudie le stylisme et les beaux-arts en vue d'une carrière de styliste. Elle s'inscrit également à la ligue des étudiants d'art dramatique de son collège, tout en travaillant dans un magasin de mode. Elle donne parallèlement des leçons de français.
Elle est couramment appelée « Lily » (diminutif d'Émilie qu'elle n'aime pas) mais choisit de se faire appeler en lieu et place « Claudette » (qui est de fait une féminisation du deuxième prénom de son père) à partir de ses 15 ans,.
Elle débute au théâtre en amateur par de la figuration. En 1923, un élève lui présente l'auteur de théâtre Anne Morrison qui la fait auditionner pour sa pièce. C'est ainsi qu'elle fait ses débuts à Broadway en 1924 dans la pièce The Wild Wescotts. En dépit du faible succès de la pièce, elle prend goût à ce nouveau métier et décide d'abandonner ses études de styliste.
Elle joue dans une dizaine de spectacles jusqu’en 1929, interprétant essentiellement des ingénues. Elle atteint la célébrité théâtrale dans The Barker (1927, adapté au cinéma l'année suivante), jouant une danseuse charmeuse de serpent face à un aboyeur (en) campé par Norman Foster, acteur et futur réalisateur à qui elle est mariée de 1928 à 1934.
Ayant adopté le nom de scène de « Claudette Colbert » (Colbert est le nom de jeune fille d'une de ses arrière-grands-mères,), elle est remarquée par le réalisateur Frank Capra, avec qui elle tourne son premier rôle au cinéma dans Pour l'amour de Mike (For the Love of Mike) en 1927, qui est un désastre pour elle et le box-office. Déçue, elle ne retourne au cinéma qu’à l’avènement du parlant.

### Une Française à Hollywood
Puis la Paramount Pictures la remarque à son tour et lui fait signer un contrat de sept ans. Dès lors Claudette Colbert tourne énormément. En 1928, elle épouse un acteur de théâtre, Norman Foster, qui devient plus tard réalisateur. Après avoir été partenaires dans une pièce, Tin Pan Alley, ils tournent ensemble dans Young Man of Manhattan. Sa faculté d’être parfaitement bilingue la désigne pour tourner plusieurs films en deux versions simultanées, américaine et française. L'anglais étant devenu sa langue quotidienne, son français est teinté d'un léger accent américain. Elle rencontre le premier Français de Hollywood, Maurice Chevalier, dans La Grande Mare (The Big Pond) et le retrouve un an plus tard dans une comédie musicale réalisée par Ernst Lubitsch, Le Lieutenant souriant. Dans un autre film musical, Chanteuse de cabaret, elle interprète elle-même plusieurs chansons.

### La route du succès

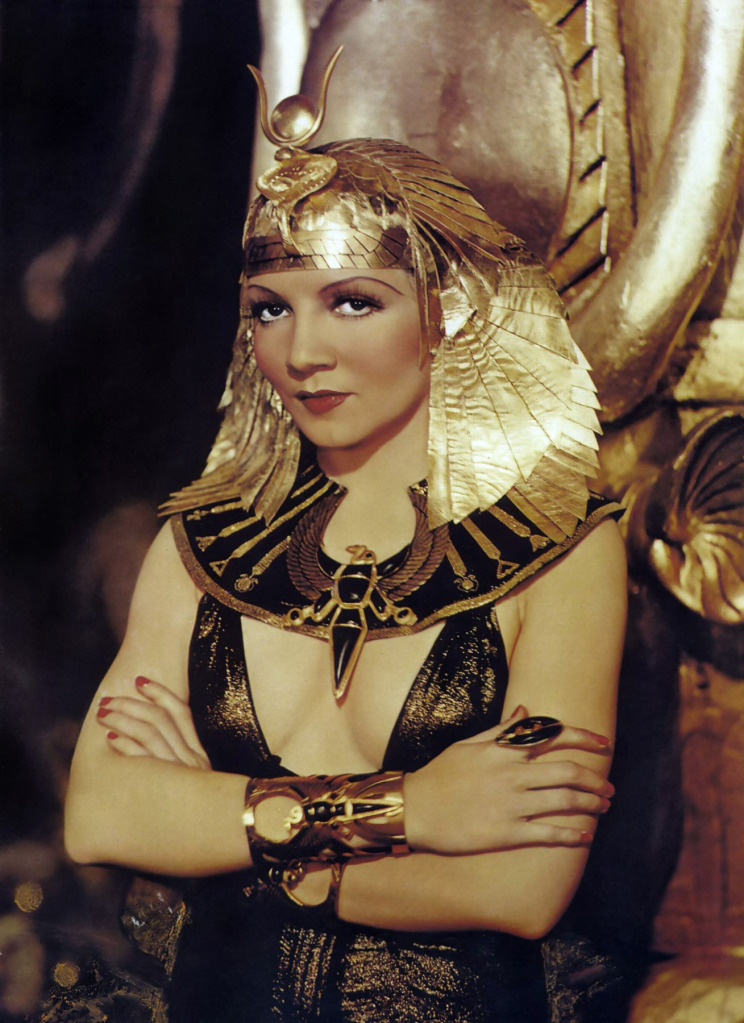
Claudette Colbert incarne la reine Cléopâtre, dans le film de même nom, sorti en 1934.

Son premier grand succès est tourné en 1932 avec Cecil B. DeMille : Le Signe de la croix. Elle y est très remarquée pour sa beauté et sa sensuelle silhouette s'introduisant dans un bain de lait d’ânesse, une scène qui déjoue habilement les interdits du code de censure Hays. Fort de ce succès, DeMille la choisit à nouveau deux ans plus tard pour incarner la fatale reine Cléopâtre. Les tenues minimalistes que le réalisateur fait porter à l'actrice entoureront le film d'un parfum de scandale.

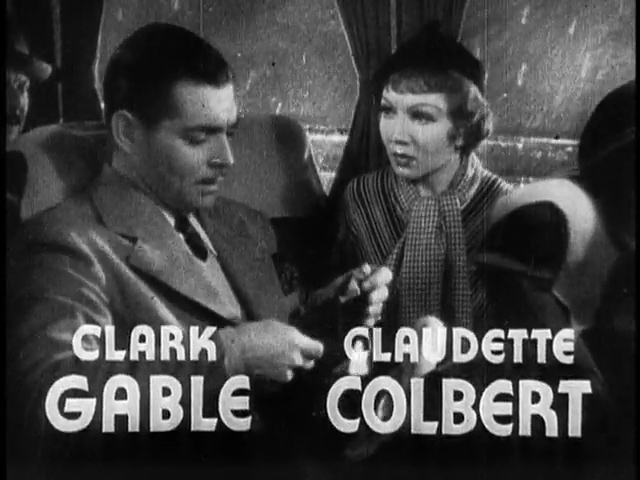
Avec Clark Gable dans New York-Miami (1934).

La même année, Frank Capra la fait tourner avec la grande star Clark Gable dans une comédie romantique façon road-movie, New York-Miami. C'est un succès immédiat qui vaut à Claudette Colbert de remporter l'Oscar de la meilleure actrice.
Les succès sont au rendez-vous tout au long de sa carrière cinématographique et les récompenses se succèdent durant sa vie d’actrice, avec, pour ne mentionner que des films projetés sur les écrans français, La Baronne de minuit (Midnight, 1939) de Mitchell Leisen. Saluée comme interprète au même titre que Joan Crawford et Barbara Stanwyck, Claudette Colbert se paye le luxe d'éclipser la grande star Hedy Lamarr dans La Fièvre du pétrole (Boom Town, 1940) de Jack Conway dans lequel joue également Clark Gable.

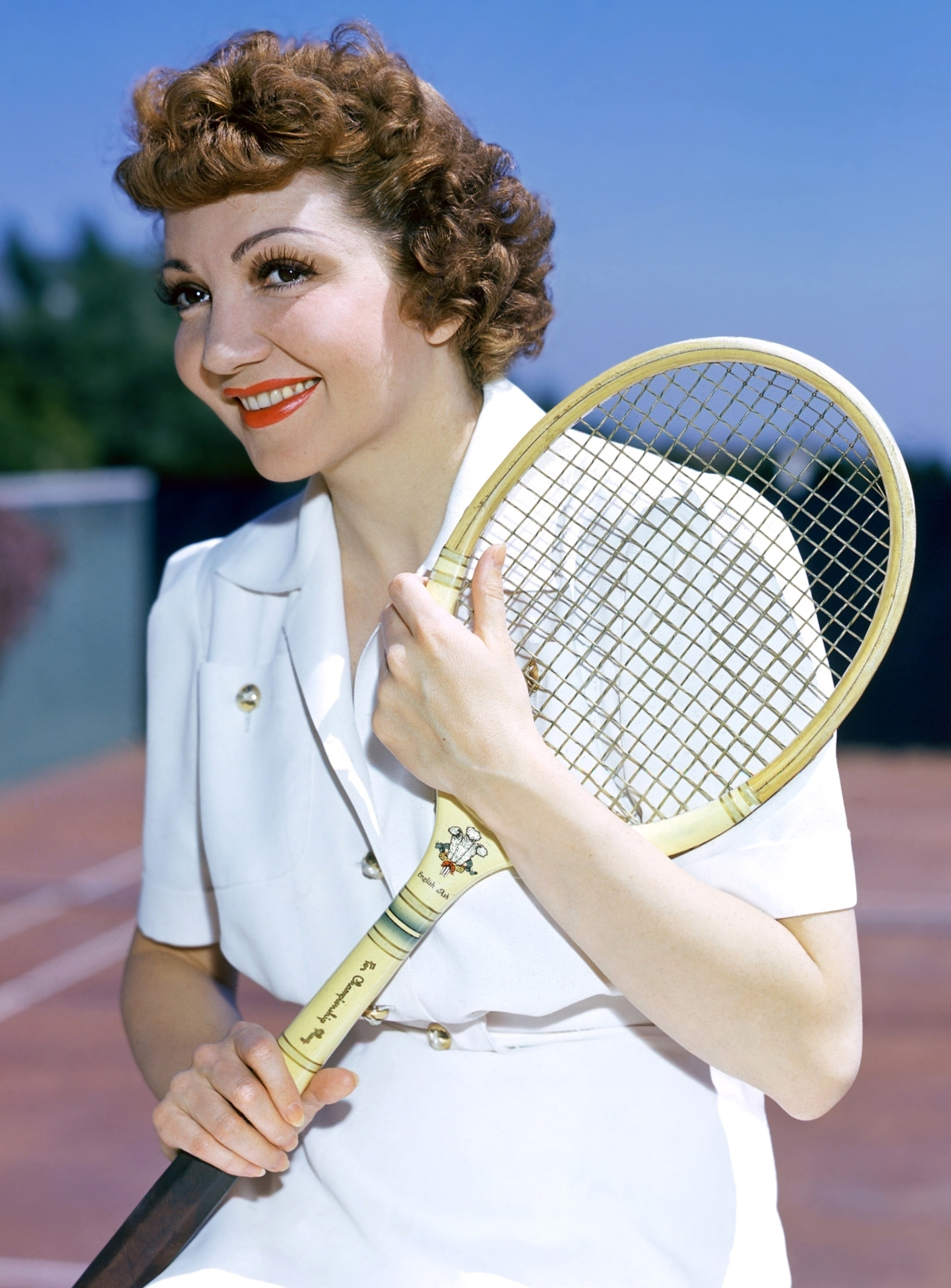
Claudette Colbert dans les années 1940.

Outre les films de Frank Capra, d'Ernst Lubitsch et de Cecil B. DeMille, Claudette Colbert, qui a fort à faire avec ses rivales de la Paramount (Marlene Dietrich, Carole Lombard, Sylvia Sidney, Mae West, etc.), tourne aussi avec Gregory La Cava, Wesley Ruggles, Frank Lloyd et W. S. Van Dyke. Elle a pour partenaires tous les séducteurs de l'époque, de son studio et des studios rivaux : Melvyn Douglas, Herbert Marshall, son compatriote Charles Boyer (dans l'adaptation d'une pièce de Jacques Deval notamment), Ray Milland, Gary Cooper, Clark Gable, Robert Young ou James Stewart.
La star s'impose autant comme actrice de mélodrame que de comédie, avec Images de la vie (1934) de John Stahl, ou Depuis ton départ de John Cromwell (1944). Elle s'expose aussi au scandale dans Zaza de George Cukor en 1939. La même année, elle se rachète une conduite face à Henry Fonda dans le film historique Sur la piste des Mohawks de John Ford, l'un des plus grands succès commerciaux de l'année 1939. C’est aussi son premier film en couleur ; cependant, toujours très préoccupée par son apparence à l'écran, elle n’aime pas ce nouveau procédé qu'est le Technicolor de crainte qu'il ne la rende moins photogénique. C'est pourquoi elle préférera toujours être filmée en noir et blanc. L'actrice est d'ailleurs connue pour ne jamais montrer son profil droit à l'écran et sur les photos, le jugeant moins esthétique que son autre profil.
À la fin de la décennie, Claudette Colbert a définitivement abandonné son image de femme sensuelle de ses débuts pour endosser celle de femme plus sage et rangée.

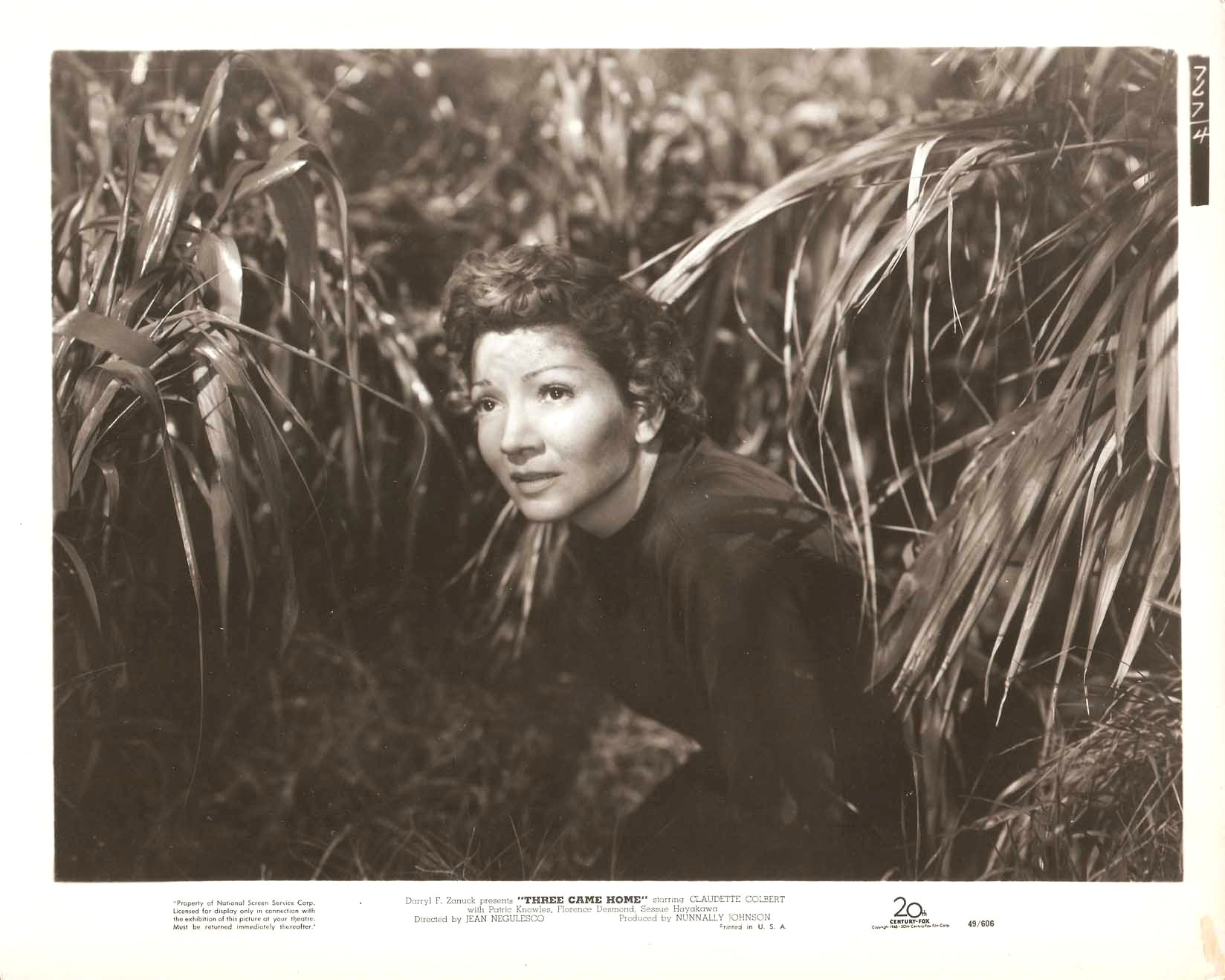
Dans Captives à Bornéo (1950).

### Années 1940 et 1950
Claudette Colbert confirme son statut de reine de la comédie. Au faîte de sa gloire, elle joue plusieurs scénarios de Billy Wilder dans Madame et ses flirts de Preston Sturges (1942). Avec Fred MacMurray, elle formera un couple populaire dans les sept comédies qu'ils tourneront ensemble (1935 à 1949).
Quand les États-Unis entrent en guerre, elle participe, avec d’autres stars du cinéma, au Hollywood Victory Caravan (en), une tournée en train de deux semaines à travers les États-Unis, destinée à récolter des fonds pour le soutien à l'effort de guerre.
Elle tourne encore pour Henry King, Mervyn LeRoy et Delmer Daves. Ailleurs, elle rivalise avec Paulette Goddard et Veronica Lake. En 1946, elle est la partenaire de prestige d'Orson Welles dans Demain viendra toujours et de John Wayne dans Sans réserve de Mervyn LeRoy. Surtout, elle joue sous la direction de Douglas Sirk dans deux de ses films, L'Homme aux lunettes d'écaille en 1948 et Tempête sur la colline en 1951. Entretemps, elle est pressentie pour le rôle de Margo Channing dans Ève, le film à succès de Joseph L. Mankiewicz, mais en raison d'un mal de dos, elle est remplacée par Bette Davis.
Claudette Colbert tourne en Grande-Bretagne La Femme du planteur en 1952, puis un sketch du réalisateur italien Marcello Pagliero dans Destinées en 1954, où elle rivalise avec Martine Carol et Michèle Morgan, et surtout, elle incarne Madame de Montespan dans Si Versailles m'était conté de Sacha Guitry en 1954. À cette époque, elle travaille déjà pour la télévision : elle y est dirigée par Richard Donner, Arthur Hiller, John Frankenheimer… Dans The Dark Dark Hours (1954), elle a pour partenaires Ronald Reagan et James Dean ; ailleurs avec Franchot Tone dans l'adaptation d'une pièce de Ferenc Molnar, ou Fredric March et Helen Hayes dans The Royal Family d'après Edna Ferber, ou encore dans le téléfilm de 1956 Blithe Spirit, d'après la pièce de Noel Coward, aux côtés ce dernier et de Lauren Bacall.

### Fin de carrière
Claudette Colbert a 59 ans quand elle annonce sa retraite en 1962, date à partir de laquelle elle va partager son temps entre son appartement de New York et une ancienne maison de plantation à Speightstown, à la Barbade, où elle invite de célèbres amis tels que Frank Sinatra et Ronald Reagan. En 1987, elle revient à la télévision pour un téléfilm, The Two Mrs. Grenvilles avec Ann-Margret.

### Vie privée
Mariée à deux reprises, en 1928 et 1935, Claudette Colbert n'a pas eu d'enfant. Elle a divorcé de l'acteur Norman Foster en 1934, et a épousé l'année suivante en secondes noces le chirurgien Joël Pressman, mort en 1968.

## Filmographie
(Liste non exhaustive)

### Années 1920
- 1927 : Pour l'amour de Mike (For the Love of Mike) de Frank Capra : Mary
- 1929 : Le Trou dans le mur (The Hole in the Wall) de Robert Florey : Jean Oliver
- 1929 : The Lady Lies de Hobart Henley

### Années 1930
- 1930 : Young Man of Manhattan de Monta Bell : Ann Vaughn
- 1930 : La Grande Mare (The Big Pond) de Hobart Henley : Barbara Billings
- 1930 : Une belle brute (Manslaughter) de George Abbott
- 1930 : L'Énigmatique Monsieur Parkes (Mysterious Mr. Parkes) de Louis Gasnier : Lucy Stavrin
- 1931 : Honor Among Lovers de Dorothy Arzner : Julia Traynor
- 1931 : Le Lieutenant souriant (The Smiling Lieutenant) d'Ernst Lubitsch : Franzi
- 1931 : Secrets of a Secretary de George Abbott
- 1931 : Sa femme (His Woman) d'Edward Sloman : Sally Clark
- 1932 : Le Sexe le plus habile (en) (The Wiser Sex) de Berthold Viertel et Victor Viertel
- 1932 : The Misleading Lady de Stuart Walker : Helen Steele
- 1932 : Le Revenant (The Man from Yesterday) de Berthold Viertel : Sylvia Suffolk
- 1932 : Le Président fantôme (The Phantom President) de Norman Taurog : Felicia Hammond
- 1932 : Le Signe de la croix (The Sign of the Cross) de Cecil B. DeMille : Poppée
- 1932 : Hollywood on Parade - court métrage documentaire : elle-même
- 1933 : Princesse Nadia (Tonight Is Ours) de Stuart Walker : la princesse Nadia
- 1933 : Le Long des quais (I Cover the Waterfront) de James Cruze : Julie Kirk
- 1933 : Hollywood on Parade No. 9, documentaire (non créditée) : elle-même
- 1933 : La Lune à trois coins (Three-Cornered Moon) d'Elliott Nugent : Elizabeth Rimplegar
- 1933 : Chanteuse de cabaret (Torch Singer) d'Alexander Hall et George Somnes (en) : Sally Trent / Mimi Benton
- 1934 : Four Frightened People de Cecil B. DeMille : Judy Jones
- 1934 : New York-Miami (It Happened One Night) de Frank Capra : Ellie Andrews
- 1934 : Cléopâtre (Cleopatra) de Cecil B. DeMille : la reine Cléopâtre
- 1934 : Images de la vie (Imitation of Life) de John M. Stahl : Beatrice « Bea » Pullman
- 1935 : Aller et Retour (The Gilded Lily) de Wesley Ruggles : Marilyn David
- 1935 : Mondes privés (Private Worlds) de Gregory La Cava : Dr Jane Everest
- 1935 : Mon mari le patron (She Married Her Boss) de Gregory La Cava : Julia Scott
- 1935 : Je veux me marier (The Bride Comes Home) de Wesley Ruggles : Jeannette Desmereau
- 1936 : Sous deux drapeaux (Under Two Flags) de Frank Lloyd : Cigarette
- 1937 : Le Démon sur la ville (Maid of Salem) de Frank Lloyd : Barbara Clarke
- 1937 : À Paris tous les trois (I Met Him in Paris) de Wesley Ruggles : Kay Denham
- 1937 : Cette nuit est notre nuit (Tovarich) d'Anatole Litvak : la grande-duchesse Tatiana Petrovna Romanov
- 1938 : Breakdowns of 1938, court métrage, extrait Tovarich (non créditée) : elle-même
- 1938 : Hollywood Goes to Town, documentaire (non créditée) : elle-même
- 1938 : La Huitième Femme de Barbe-Bleue (Bluebeard's Eighth Wife), d'Ernst Lubitsch : Nicole de Loiselle
- 1939 : Le monde est merveilleux (It's a Wonderful World) de W.S. Van Dyke : Edwina Corday
- 1939 : La Baronne de minuit (Midnight) de Mitchell Leisen : Eve Peabody
- 1939 : Zaza (Zaza) de George Cukor : Zaza
- 1939 : Sur la piste des Mohawks (Drums along the Mohawks) de John Ford : Lana Martin

### Années 1940
- 1940 : La Fièvre du pétrole (Boom Town) de Jack Conway : Elizabeth Bartlett McMasters
- 1940 : Éveille-toi mon amour (Arise, My Love) de Mitchell Leisen : Augusta Nash
- 1941 : La Folle Alouette (Skylark) de Mark Sandrich : Lydia Kenyon
- 1941 : Adieu jeunesse (Remember the Day) d'Henry King : Nora Trinell
- 1942 : Madame et ses flirts (The Palm Beach Story) de Preston Sturges : Gerry Jeffers
- 1943 : La Dangereuse Aventure (No Time for Love) de Mitchell Leisen : Katherine Grant
- 1943 : Celles que fiers nous saluons (So Proudly, We Hail) de Mark Sandrich : le lieutenant Janet Davidson
- 1944 : Depuis ton départ (Since You Went Away) de John Cromwell : Mrs Anne Hilton
- 1944 : Une femme sur les bras (Practically Yours) de Mitchell Leisen : Peggy Martin
- 1945 : Désir de femme (Guest Wife) de Sam Wood : Mary Price
- 1946 : Demain viendra toujours (Tomorrow Is Forever) d'Irving Pichel : Elizabeth Hamilton
- 1946 : Sans réserve (Without Reservations) de Mervyn LeRoy : Christopher « Kit » Madden
- 1946 : Cœur secret (The Secret Heart) de Robert Z. Leonard : Leola « Lee » Addams
- 1947 : L'Œuf et moi (The Egg and I) de Chester Erskine : Betty MacDonald
- 1947 : Les Démons de la liberté (Brute Force), extrait The Egg and I de Jules Dassin : non créditée
- 1948 : L'Homme aux lunettes d'écaille (Sleep, my Love) de Douglas Sirk : Alison Courtland
- 1948 : Ma femme et ses enfants (Family Honeymoon) de Claude Binyon : Katie Armstrong Jordan
- 1949 : Fiancée à vendre (Bride for Sale) de William D. Russell : Nora Shelley

### Années 1950
- 1950 : Captives à Bornéo (Three Came Home) de Jean Negulesco : Agnes Newton Keith
- 1950 : Fureur secrète (The Secret Fury) de Mel Ferrer : Ellen R. Ewing
- 1951 : Tempête sur la colline (Thunder on the Hill) de Douglas Sirk : sœur Mary Bonaventure
- 1951 : Chéri, divorçons (Let's Make It Legal) Richard Sale : Miriam Halsworth
- 1952 : La Femme du planteur (The Planteur's Wife) de Ken Annakin : Liz Frazer
- 1954 : Destinées (Destini di donne) de Marcello Pagliero, sketch Elisabeth : Elizabeth Whitefield
- 1954 : Si Versailles m'était conté… de Sacha Guitry : Mme de Montespan
- 1955 : Le Rendez-vous de quatre heures (Texas Lady) de Tim Whelan : Prudence Webb
- 1956 : L'esprit s'amuse (téléfilm) : Ruth Condomine

### Années 1960 à 1980
- 1961 : La Soif de la jeunesse (Parrish) de Delmer Daves : Ellen McLean
- 1982 : The American Film Institute Salute to Frank Capra, documentaire télévisé : elle-même

Quelques photos de film avec Claudette Colbert
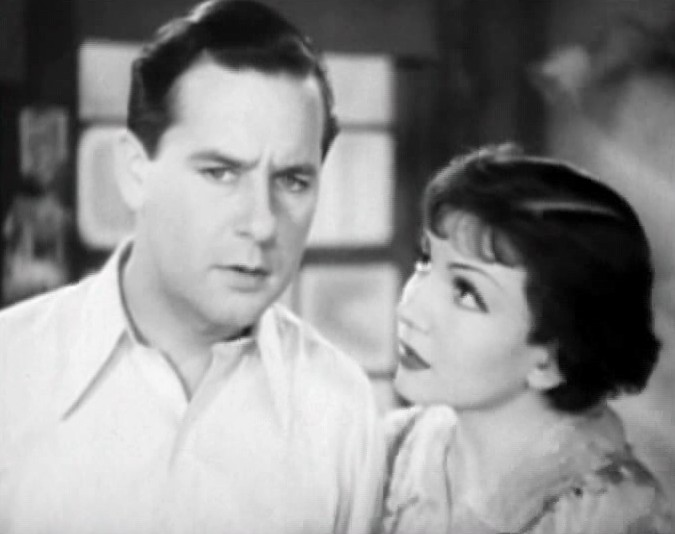
Avec Ben Lyon dans Le Long des quais, (1933).
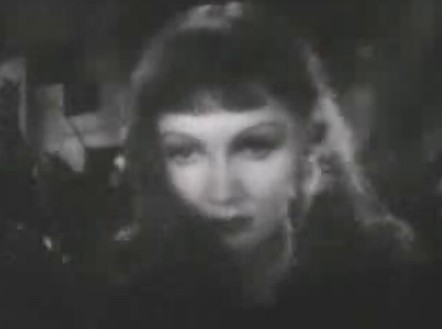
Dans Cléopâtre (1934).
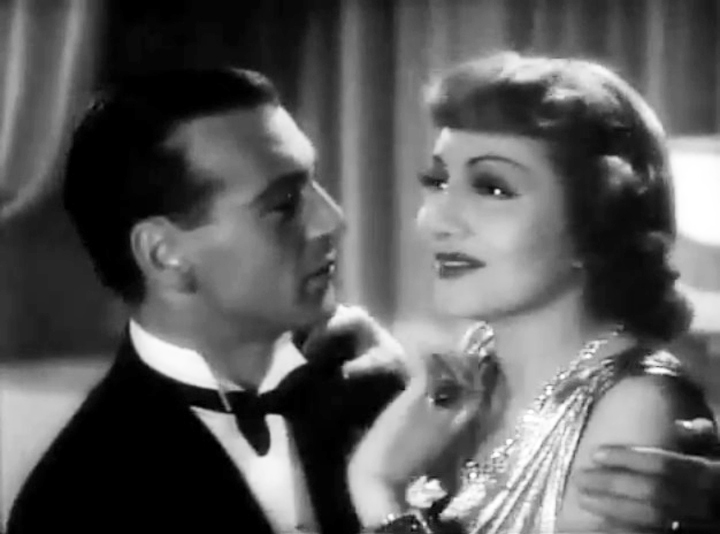
Avec Gary Cooper dans La Huitième Femme de Barbe-Bleue (1938).
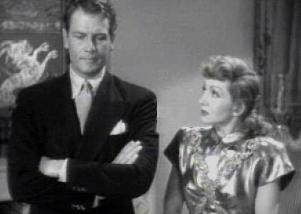
Avec Joel McCrea dans Madame et ses flirts (1942).
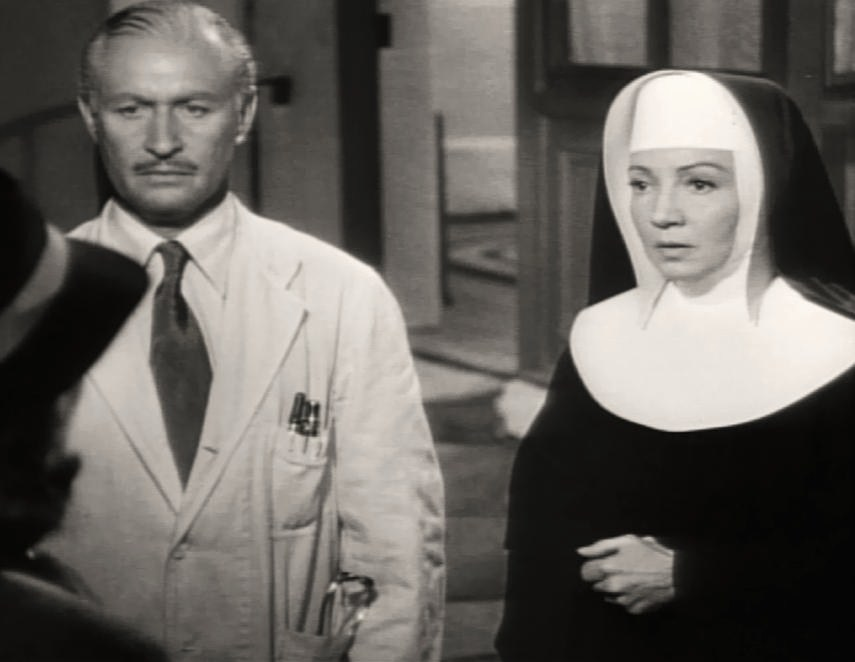
Avec Robert Douglas dans Tempête sur la colline (1951).

## Hommage
Claudette Colbert fait partie des très rares artistes français honorés par une étoile sur le Hollywood Walk of Fame (trottoir des célébrités de Hollywood) à Los Angeles.

## Distinctions

### Oscars
- 1935 : Oscar de la meilleure actrice pour New York-Miami
- 1936 : nomination à l'Oscar pour Mondes privés
- 1945 : nomination à l'Oscar pour Depuis ton départ

### Autres
- 1984 : Gala Tribute (hommage) par le Film Society of Lincoln Center (New York, États-Unis)
- 1987 : Emmy Award (États-Unis) de la meilleure interprétation dans une série TV pour The Two Mrs. Grenvilles (en)
- 1988 : Golden Globe (États-Unis) de la meilleure actrice dans un second rôle dans une série, une minisérie ou un téléfilm pour The Two Mrs. Grenvilles
- 1989 : prix pour l'ensemble de sa carrière par le John F. Kennedy Center for the Performing Arts (Washington, États-Unis)
- 1990 : prix Donostia pour l'ensemble de sa carrière au Festival de Saint-Sébastien (Espagne)

## Curiosité
- Une automitrailleuse américaine M8 Greyhound a porté son nom[réf. nécessaire].